# William Peto
William Peto (Warwickshire, 1478 circa – Londra, 1558) è stato un cardinale inglese della Chiesa cattolica, nominato da papa Paolo IV.

## Biografia
Nacque nel Warwickshire e studiò presso le università di Oxford e Cambridge: entrò poi tra i frati minori osservanti.
Confessore della principessa Maria (primogenita di Enrico VIII di Inghilterra), amico di Tommaso Moro e Giovanni Fisher, fu inviato dal suo ordine nei Paesi Bassi per evitare la loro fine, dopo aver cercato di assistere Caterina d'Aragona, ripudiata dal marito: nel 1532 predicò contro il divorzio del Re dicendo che anche alcuni sovrani potevano fare una brutta fine, ricordando il re biblico Acab, il cui sangue fu leccato dai cani.
Vescovo di Salisbury dal 30 marzo 1543, non prese mai possesso della diocesi: tornò in Inghilterra dai Paesi Bassi sotto il regno di Maria I, di cui tornò ad essere il confessore privato e lasciando il governo della diocesi al vescovo John Capon nominato da Enrico VIII d'Inghilterra nel 1539, morto nel 1557. Il cardinale si dimise poi da vescovo di Salisbury per favorire la nomina di un nuovo vescovo.
Fu innalzato al cardinalato da papa Paolo IV nel concistoro del 14 giugno 1557, ma non ricevette mai un titolo: nel 1557 venne nominato legato a latere in Inghilterra.
Fu seppellito nella chiesa del convento francescano di Greenwich.